# Valdemar Møller
Hans Valdemar Møller (19. januar 1885 i København – 16. februar 1947 smst) var en dansk skuespiller og avistegner.
Han var uddannet på Det kongelige Teaters elevskole 1903-1905 og var fra 1905 og til sin død skuespiller ved teatret, hvor han havde mange mindre roller.
Fra 1920 var han tegner ved Politiken, hvor han skabte figuren "Carlo Cartophelmoos, Cementkoger". Teatermuseet i Hofteateret har i 2011 udstillet hans tegninger.
Han var broder til Petrine Sonne.

## Udvalgt filmografi
- Balletdanserinden – 1911
- Skibsrotten - 1912
- Du skal ære - – 1918
- Tango – 1933
- Champagnegaloppen – 1938
- Kongen bød – 1938
- Cirkus (film) – 1939
- Sørensen og Rasmussen – 1940
- Alle går rundt og forelsker sig – 1941
- En søndag på Amager – 1941
- Thummelumsen – 1941
- Alle mand på dæk – 1942
- Tordenskjold går i land – 1942
- Forellen – 1942
- Alt for karrieren – 1943
- Drama på slottet – 1943
- Når man kun er ung – 1943
- De tre skolekammerater – 1944
- Spurve under taget – 1944
- To som elsker hinanden – 1944